# Ganggrab von Staberdorf
Das Ganggrab von Staberdorf, auf 23,3 m Höhe am Hinrichsberg, nördlich von Staberdorf liegt auf der Insel Fehmarn im Kreis Ostholstein in Schleswig-Holstein. Die Megalithanlage der Trichterbecherkultur (TBK) wurde zwischen 3500 und 2800 v. Chr. errichtet und hat die Sprockhoff-Nr. 256.

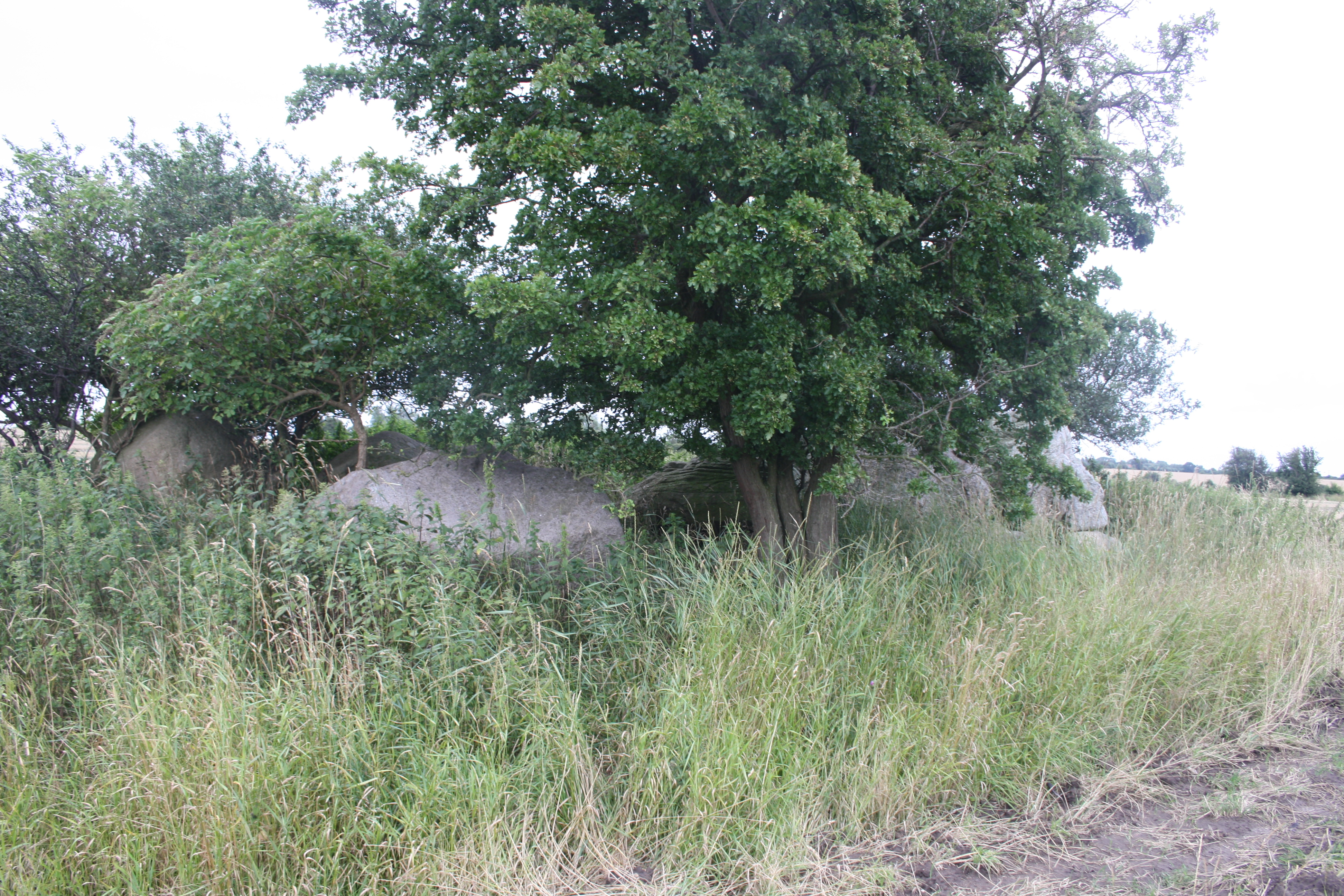
Das Großsteingrab Staberdorf

Das leicht abgeknickte Großsteingrab (Gangsteine sind nicht belegt) liegt mitten im Ackerland und ist eines der letzten, relativ unzerstörten Großsteingräber Fehmarns. Im Fremdenverkehrsprospekt wird fälschlich angegeben, dass es sich um ein Hünenbett handelt, in dem sich die Reste von zwei Grabkammern befinden. Alle 14 Tragsteine stehen in situ. An der nördlichen Schmalseite stehen zwei Abschlusssteine, im Süden fehlt einer. Fünf zum Teil beeindruckende Decksteine liegen auf.
E. Sprockhoff spricht 1931 von einer 10,0 × 1,7 m langen (und damit für die Insel ungewöhnlich langen) Kammer, mit einem auffälligen Knick in der Mitte. E. Sprockhoff nahm an, dass das mittlere Joch der seltsam geknickten Kammer fehlt. Er hielt es aber auch für möglich, dass es sich um zwei ganz eng beieinander stehende Kammern handelt. Beide Varianten sind bislang einmalig im Gebiet der Ganggräber.